# 佐藤耕平
佐藤 耕平（さとう こうへい、1977年9月21日 - ）は、日本の男性プロレスラー。東京都江東区出身。血液型B型。

## 来歴
1998年、プロレスラーの村上和成、空手・キックの猛者だった藤井毅、スポーツインストラクターでプロ格闘家の岡田孝（現：三州ツバ吉）が千葉県内に設立した格闘技道場に参加。1998年8月23日、全日本アマチュア修斗選手権ヘビー級に出場し、決勝で岡田貴幸（ジャイアント落合）に勝利し、優勝を果たした。プロ修斗では2戦2勝の実績をひっさげてZERO-ONEに入団した、 2001年6月14日にプロレスデビューを果たした。
2003年に海外修行を果たし凱旋、かつては横井宏考とチーム名「ROWDY」として共闘。当時、崔領二は長期欠場中で、横井はZERO-ONEにはフリー参戦している状態であったが（後にZERO1-MAXになって正式入団）、2人の技術の向上のためにと敵対していた佐藤と横井がユニットを結成した。現在は主に崔領二をパートナーにトップ選手への挑戦を続けている。
ZERO-ONE入団当時は長身だけが目に付く痩せこけた感じの選手であった。しかし、2001年9月に開催された「火祭り」の第1回大会において大谷晋二郎と決勝戦を行い、敗戦したものの準優勝となった。その後も佐藤は橋本真也の付き人として世話をする一方で、橋本とのタッグでザ・プレデター、トム・ハワード、ネイサン・ジョーンズ、マット・ガファリといった大物外人との戦いを経験し、やられながらも頭角を現す。そして「ZERO-ONEを将来背負って立つ男」と将来を嘱望される逸材として注目される。
しかし、体の方は依然ヒョロヒョロで体重もギリギリヘビー級であるという感じで、佐藤は格闘家ではあるがプロレスラーらしくない体格で凄みが感じられなかった。2004年にスランプに陥ったこともあり、橋本に単身アメリカでの無期限の武者修行を命令された。
およそ3か月後帰国した佐藤は、ウエイトアップし体重115kgの体格を引っさげての凱旋となった。そして2004年の第4回火祭りではAブロックで田中将斗と大谷を破る金星があり、決勝に出場。大方の予想では圧倒的にBブロック制覇の大森隆男の優位であったが、佐藤がこの一戦のために温存していた必殺技“ポールスター”を決め、大森からフォールを奪い初戴冠を成し遂げた。以後はヤング・MAXと銘打たれた若手軍団の筆頭レスラーとなった。
2005年の暮れからはハッスルにおいて、モンスター軍として出場を重ねた。リングネームは佐藤耕平であるが、キャッチフレーズは共闘する川田利明の「モンスターK」に倣い、「モンスターK’」（ケーダッシュ）である。なお、ZERO1-MAXのメンバーでは唯一のモンスター軍であったが、ハッスル24から大谷がモンスター軍に加入した。（それまで、大谷はACHICHIというギミックであった。）
2005年10月、新日本プロレスとの対抗戦が勃発し、大谷晋二郎・崔領二・神風とタッグを組み、ZERO1-MAX代表チームとして新日本軍の天山広吉・飯塚高史・吉江豊・山本尚史組との8人タッグマッチを自身初の東京ドームにて実現した。ちなみに佐藤が普段は敵対する大谷とタッグを組むのは異例であり、以前2003年に全日本プロレスとの対抗戦で大谷・田中の炎武連夢の試合で田中が急遽欠場した際に大谷のパートナーとしてタッグを組んだ程度であった。
2006年1月4日、前年秋から勃発した新日本プロレスとの抗争第2ラウンドで、新日本の中邑真輔とのシングルマッチが組まれ、マスコミ関係者ならずとも“次世代のエース決定戦”と新年早々注目を浴びる。しかし、同日のメインイベントでIWGPヘビー級王者ブロック・レスナーに挑戦する筈の藤田和之の欠場でその挑戦者が急遽中邑に代わったため、佐藤対中邑戦は幻となってしまった。
ZERO1-MAX9月大会では大学時代の柔道部の元同胞、橋本友彦とのシングルマッチが実現。共に柔道部を逃げ出したという旧知の間柄であり、当時の柔道成績では体格に勝る橋本の圧勝であったが、このプロレスとしての試合は、圧倒的な橋本ペースを挽回して佐藤の勝利に終わった。
ZERO1-MAX内においては、大谷、田中、大森といった30歳代選手に立ち向かう新世代選手の旗頭としてこれらの選手達を敵に回し奮闘している。とはいえ、最近は同じZERO1-MAX内の他の新世代選手（特に崔）らとタッグを組み共闘するといったことも無く、2007年から参戦したフリーの高山善廣やROWDYとして元のタッグパートナーでもある横井とタッグを組む場合が多かった。
2006年下半期から2007年3月においては怪我が多く、戦線離脱することがあった。
2007年、無断欠場や会場入りの遅刻といった奇行が目立ち、団体から外れる行動が多くなりZERO1-MAXを解雇処分となった。ただし、フリー参戦の形で団体には引き続き帯同した。
2009年3月、ZERO1へ再入団した。
2010年4月、川田を破り第7代世界ヘビー級王者となった。
2011年11月、ザ・シークを破り第12代世界ヘビー級王者となった。
2012年9月、佐藤は突如プロレスリング・ノアの後楽園ホール大会の第一試合後に乱入し、丸藤正道、モハメド・ヨネを襲撃した。この佐藤が乱入した理由としては、当時のGHCヘビー級王者であった森嶋猛とやりたいという理由だったが、この佐藤の行動に激怒した丸藤がZERO1との全面対抗戦を10月8日のNOAH・横浜文化体育館大会で試合を組み、佐藤は丸藤とシングルで対戦してこれに勝利した。この大会のメインイベント終了後、佐藤は秋山準相手に防衛を果たした森嶋を背後から襲撃し、改めて挑戦を表明。27日のNOAH・後楽園大会で森嶋の持つベルトに挑戦するも敗れ、王座奪取に失敗した。
2013年には、大日本プロレスのBJW認定世界ストロングヘビー級王座獲得を目指して12月に関本大介と王座戦を行ったが、敗退した。因みに、この試合で関本が欠場につながるケガをしたことから佐藤もそのまま大日本に継続参戦することを表明する。その後同じく大日本参戦中だった石川修司と組んだタッグが話題を呼び「ツイン・タワーズ」と呼ばれるようになり、2014年5月にはBJW認定タッグ王座を獲得した。
一方、シングルでも2014年3月、ジェームス・ライディーンを破り第16代世界ヘビー級王者となった。7月6日、WRESTLE-1両国国技館大会で船木誠勝に敗れ、王座を明け渡したものの、9月19日にリベンジを果たし、第20代世界ヘビー級王者となった。
2015年11月、新木場1stRINGにて鈴木秀樹と世界ヘビー級王座をかけて対戦したが、鈴木のダブルアームスープレックスホールドに敗れ、王座を明け渡した。
2020年6月30日、ZERO1を退団した。
2020年度より、一般社団法人ONESTEP・いのちを学ぶ教室理事に就任。
2021年6月、社団法人運営によるBURSTを本格始動させる。

## 得意技
ポールスター
基本はノーザンライトボムだが、相手を抱え上げてから自分の足で相手の足をフックして叩きつけるのが完全形。あまりにも難度が高すぎて滅多に見せない。佐藤の最上位のフィニッシュムーブ。
2段式ジャーマンスープレックス
主に決め技として最も多用される。佐藤のジャーマンは、相手を一旦クレーンで吊り上げる様に滞空させてから高角度式で投げつける。
タイガースープレックス
主にジャーマンスープレックスでフィニッシュにならなかった際に使用することが多い。クラッチは三沢光晴式。
ファルコンアロー
フォールへ入ることは少なく、フィニッシュへの繋ぎ技としての使用が多い。
ブレーンバスターのクラッチで抱え上げ、頂点に来たところで相手の体を反転させ、前方へ背中を叩き付ける技。
三角絞め
ビッグブーツ
エルボーバット
現在のプロレス界でも屈指の使い手である。佐藤のエルボーは、一発が非常に重い。
ニーリフト
サッカーボールキック
座り込んでいる相手に放つタイプだけでなく、走り込んでのタイプ（P.K）も使用する。
払い腰
パイルドライバー
主にジャンピング式を使用する。佐藤の体重がスーパーヘビー級に属するため、抜群の破壊力や説得力を誇っている。
各種キック
ローキック、ミドルキック、ハイキック、ローリング・ソバット
総合格闘の経験者でもあり、キックやソバットも多用する。

## タイトル歴
プロレスリングZERO1
- 第7代、12代、16代、18代、20代世界ヘビー級王座
- 第5代NWA UNヘビー級王座
- 第13代、16代、18代、22代、25代、31代、36代NWAインターコンチネンタルタッグ王座：7回（パートナーは第13代、16代崔領二、第18代高山善廣、第22代、25代KAMIKAZE、第31代関本大介、第36代鈴木秀樹）
- 火祭り優勝：2回（2004年、2015年）
- 風林火山優勝：2回（2010年、2018年）（パートナーはKAMIKAZE、SUGI）

全日本プロレス
- 第90代世界タッグ王座（パートナーは石川修司）
- 第72代アジアタッグ王座（パートナーは横井宏考）

大日本プロレス
- 第15代BJW認定世界ストロングヘビー級王座
- 第39代、42代BJW認定タッグ王座：2回（パートナーは共に石川修司）
- 第11代横浜ショッピングストリート6人タッグ王座（パートナーは関本大介・神谷英慶）

その他
- 全日本アマチュア修斗選手権ヘビー級優勝：1回（1998年）

## 入場テーマ曲
- VIVA（Bond）
- SATRAP（作曲&編曲:鈴木修）

## その他
- 試合中はコスチュームに隠れて見えていないが、背中だけでなく足にも刺青が入っている。
- スニーカー収集が趣味。アメリカで32cmの靴を買ったこともあった。また、週刊プロレスの読者へのプレゼントでスニーカーを送っている。
- ダウンタウンのガキの使いやあらへんで!!に出演経験があり、笑福亭笑瓶にジャイアントスイングと頭突きを決めた。
- マサカメTVに横山佳和と磐城利樹と出演経験がある。卵の卵殻膜を傷口につけて治癒した。

## 戦績

### 総合格闘技
| 総合格闘技 戦績 | 総合格闘技 戦績 | 総合格闘技 戦績 | 総合格闘技 戦績 | 総合格闘技 戦績 | 総合格闘技 戦績 | 総合格闘技 戦績 |
| --------------- | --------------- | --------------- | --------------- | --------------- | --------------- | --------------- |
| 2 試合          | (T)KO           | 一本            | 判定            | その他          | 引き分け        | 無効試合        |
| 2 勝            | 1               | 0               | 1               | 0               | 0               | 0               |
| 0 敗            | 0               | 0               | 0               | 0               | 0               | 0               |

| 勝敗 | 対戦相手             | 試合結果                  | 大会名                    | 開催年月日    |
| ○    | 藤井勝久             | 1R 4:05 TKO（パンチ連打） | III 修斗 the Renaxis 1999 | 1999年7月16日 |
| ○    | アンソニー・ネツラー | 5分2R終了 判定3-0         | II 修斗 the Renaxis 1999  | 1999年3月28日 |